# Le Rheu
 Le Rheu  (en bretón Reuz) es una población y comuna francesa, situada en la región de Bretaña, departamento de Ille y Vilaine, en el distrito de Rennes y cantón de Mordelles.

## Demografía

Evolución demográfica.